# Equipo de Copa Davis de Brasil
El equipo de Copa Davis de Brasil es el representante de Brasil en la competición internacional de tenis conocida como la Copa Davis.
Sus mejores resultados han sido llegar cuatro veces a semifinal (1966, 1971, 1992 y 2000), siete a cuartos de final (1932, 1934, 1935, 1969, 1970, 1999 y 2001) y catorce a octavos de final (1957, 1967, 1972, 1975, 1980, 1981, 1988, 1993, 1997, 1998, 2002, 2003, 2013 y 2015).

## Historia
Brasil compitió por primera vez en la Copa Davis en 1931. Sus más destacadas actuaciones se produjeron en 1992 y 2000, cuando llegó a disputar las semifinales del torneo. Así mismo, antes de la creación del Grupo Mundial en 1981, Brasil llegó dos veces a la final del Interzonal en los años 1966 y 1971.
Desde 1981 Brasil ha estado en el Grupo Mundial 11 años. Su última participación en dicho grupo fue en 2003.

## Actualidad
Tras haber fallado en el intento de ascender al grupo mundial 2008 al perder por 4-1 frente a Austria en los Play-offs del grupo mundial, Brasil jugó nuevamente en el Grupo América I en 2008.
Debutó en segunda ronda ante Colombia como local en la ciudad de Sorocaba sobre canchas lentas. Marcos Daniel aportó dos victorias en el singles y la prestigiosa dupla Marcelo Melo/André Sá el punto del dobles para el 4-1 final. Con esto accedió por segundo año consecutivo a luchar por un lugar en el Grupo Mundial.
En la serie por el ascenso jugó de visitante ante Croacia sobre canchas duras. El único punto que pudo rescatar Brasil fue el de la dupa Melo/Sá en el dobles, perdiendo por 4-1 en el resultado global. Quedó así nuevamente al borde de un ascenso al Grupo Mundial pero deberá seguir en el Grupo América I en 2009.
Allí parte como uno de los dos preclasificados que debutan en segunda ronda.

### Plantel 2024
| Jugador         | Individuales | Dobles |
| --------------- | ------------ | ------ |
| Thiago Wild     |              |        |
| Thiago Monteiro |              |        |
| Felipe Meligeni |              |        |
| Gustavo Heide   |              |        |
| Rafael Matos    |              |        |